# 왕유 (해주)
왕유(王儒, 생몰년 미상)은 고려(高麗)의 문신(文臣)이자 고려 태조(太祖) 장인이다.

## 가계
- 아버지 : 춘천 박씨(春川 朴氏)
- 어머니 : 미상(未詳)
  - 딸 : 예화부인(禮和夫人)
  - 사위 : 태조(太祖)

## 왕유가 등장하는 작품

### TV 드라마
- 《태조 왕건》(KBS, 2000년~2002년, 배우:김진태)

## 참고 문헌
- 고려사(高麗史)
- 고려사절요(高麗史節要)